# マヌエル・ロカテッリ
マヌエル・ロカテッリ（イタリア語: Manuel Locatelli、1998年1月8日 - ）は、イタリア・ロンバルディア州レッコ出身のサッカー選手。セリエAのユヴェントスFC所属。ポジションはMF。

## クラブ経歴
2010年にアタランタBCからACミランのユースに移籍し、2016年4月21日のカルピFC戦にて途中出場し、トップチームデビューを果たした。2016年10月2日のUSサッスオーロ・カルチョ戦ではプロ初ゴールを記録している。2016-17シーズンはリッカルド・モントリーヴォの負傷により出場機会を得てリーグ戦25試合に出場するも、翌2017-18シーズンにはポジション争いに敗れ出番を大きく減らし、リーグ戦21試合のうち先発したのは5試合に限られた。
2018年8月13日、USサッスオーロ・カルチョへ買い取り義務が付いたレンタル移籍が発表された。移籍後すぐにポジションを掴むと、2019-20シーズン後半にはゲームキャプテンを務めるほど信頼も得た。サッスオーロでは3シーズンで公式戦99試合出場し7ゴール11アシストを記録した。
2021年8月19日、ユヴェントスへの一定の条件で買取義務となる条項付2年間のレンタル移籍が発表された。2022/23シーズンに特定の条件を達成した場合、2500万ユーロ（3年間の分割払い）での買取義務に加え、最大で1250万ユーロのボーナスが生じる、2年間の無償レンタルである。背番号は27番。
2022-23シーズンから背番号をイタリア代表でも着用している5番に変更。

## 代表歴
2020年8月28日、UEFAネーションズリーグのボスニア・ヘルツェゴビナ戦とオランダ戦を戦う代表メンバーとして代表に初招集された。2021年3月28日、ワールドカップ予選のブルガリア戦で代表初ゴールを挙げた。
2021年6月のUEFA EURO 2020では、怪我のマルコ・ヴェッラッティに代わり先発の座をつかみ、グループリーグ第2戦のスイス戦で2ゴールを挙げて勝利に貢献、同試合のマンオブザマッチに選ばれた。

## エピソード
- ACミランのユースの出身であるが、幼少時からのユヴェントスのファンであり、部屋にアレッサンドロ・デル・ピエロやパヴェル・ネドヴェド、ジャンルイジ・ブッフォンらのポスターを飾っていたとユヴェントス加入時の記者会見で明かしている[12]。
- 2021年10月2日、トリノ・ダービーで値千金の決勝点を決めたロカテッリは、翌日交際4年になるガールフレンドへのプロポーズを大成功させた[13]。

## 個人成績
| クラブ       | シーズン | リーグ  | リーグ戦 | リーグ戦 | カップ戦 | カップ戦 | 国際大会 | 国際大会 | その他 | その他 | 合計 | 合計 |
| クラブ       | シーズン | リーグ  | 出場     | 得点     | 出場     | 得点     | 出場     | 得点     | 出場   | 得点   | 出場 | 得点 |
| ------------ | -------- | ------- | -------- | -------- | -------- | -------- | -------- | -------- | ------ | ------ | ---- | ---- |
| ミラン       | 2015-16  | セリエA | 2        | 0        | 0        | 0        | –        | –        | 0      | 0      | 2    | 0    |
| ミラン       | 2016-17  | セリエA | 25       | 2        | 2        | 0        | –        | –        | 1      | 0      | 28   | 2    |
| ミラン       | 2017-18  | セリエA | 21       | 0        | 3        | 0        | 9        | 0        | 0      | 0      | 33   | 0    |
| ミラン       | 通算     | 通算    | 48       | 2        | 5        | 0        | 9        | 0        | 1      | 0      | 63   | 2    |
| サッスオーロ | 2018-19  | セリエA | 29       | 2        | 2        | 1        | –        | –        | 0      | 0      | 31   | 3    |
| サッスオーロ | 2019-20  | セリエA | 33       | 0        | 1        | 0        | –        | –        | 0      | 0      | 34   | 0    |
| サッスオーロ | 2020-21  | セリエA | 34       | 4        | 0        | 0        | –        | –        | 0      | 0      | 34   | 4    |
| サッスオーロ | 通算     | 通算    | 96       | 6        | 3        | 1        | -        | -        | 0      | 0      | 99   | 7    |
| 総通算       | 総通算   | 総通算  | 144      | 8        | 8        | 1        | 9        | 0        | 1      | 0      | 162  | 9    |

## タイトル

### クラブ
ACミラン
- スーペルコッパ・イタリアーナ：1回 (2016)

ユヴェントス
- コッパ・イタリア：1回 (2023-24)

### 代表
イタリア代表
- UEFA欧州選手権：1回 (2021)

## 代表歴

### 出場大会
- U-21イタリア代表
  - 2017年 - UEFA U-21欧州選手権（ベスト4）
- イタリア代表
  - 2021年 - UEFA EURO 2020（優勝）

### 代表数
- 国際Aマッチ 14試合 3得点（2020年-）

| イタリア代表 | 国際Aマッチ | 国際Aマッチ |
| 年           | 出場        | 得点        |
| ------------ | ----------- | ----------- |
| 2020         | 6           | 0           |
| 2021         | 8           | 3           |
| 通算         | 14          | 3           |

### ゴール
| # | 開催日        | 開催地                                       | 対戦国     | スコア | 結果 | 大会                                    |
| - | ------------- | -------------------------------------------- | ---------- | ------ | ---- | --------------------------------------- |
| 1 | 2021年3月29日 | ソフィア、ヴァシル・レフスキ国立競技場       | ブルガリア | 2–0    | 2–0  | 2022 FIFAワールドカップ・ヨーロッパ予選 |
| 2 | 2021年6月17日 | ローマ、スタディオ・オリンピコ・ディ・ローマ | スイス     | 1–0    | 3–0  | UEFA EURO 2020                          |
| 3 | 2021年6月17日 | ローマ、スタディオ・オリンピコ・ディ・ローマ | スイス     | 2–0    | 3–0  | UEFA EURO 2020                          |